# Наданова
Наданова (рум. Nadanova) — село у повіті Мехедінць в Румунії. Входить до складу комуни Ісверна.
Село розташоване на відстані 276 км на захід від Бухареста, 34 км на північ від Дробета-Турну-Северина, 144 км на південний схід від Тімішоари, 114 км на північний захід від Крайови.

## Населення
За даними перепису населення 2002 року у селі проживали 212 осіб. Усі жителі села рідною мовою назвали румунську.
Національний склад населення села:
| Національність | Кількість осіб | Відсоток |
| -------------- | -------------- | -------- |
| румуни         | 184            | 86,8%    |
| цигани         | 28             | 13,2%    |